# 松柏坑
松柏坑，是臺灣南投縣名間鄉的一個傳統地域名稱，位於該鄉西南部。相較於今日行政區，其範圍大致包括松山村不含北端、松柏村南半部、埔中村西大半部、炭寮村西部邊界地帶。
松柏坑被劃入參山國家風景區八卦山風景區的一部分。當地的松柏嶺受天宮分香無數，是台灣玄天上帝信仰的進香中心。

## 歷史
台灣清治末期至日治初期，松柏坑地區為一街庄，稱為「松柏坑庄」，隸屬於武東堡。該庄北與弓鞋庄為鄰，東與頂新厝庄、炭藔庄為鄰，南邊為鼻仔頭庄、大坵園庄、二八水庄，西邊為過圳庄、十五庄。
1901年（日治明治三十四年）11月，全台廢縣廳改設二十廳，該庄隸屬於南投廳。1903年（明治三十六年）6月，該庄編入「皮仔寮區」，隸屬於南投廳。1909年（明治四十二年）10月，合併二十廳為十二廳，皮仔寮區仍隸屬於南投廳。1920年（大正九年），全台地方制度大改正，廢十二廳改設五州二廳，該庄改制為「松柏坑」大字，隸屬於臺中州南投郡名間庄。
戰後名間庄改制為名間鄉，隸屬於臺中縣，大字亦改制為村。1950年10月，中、彰、投分治，名間鄉改隸屬南投縣。

## 聚落
本地區發展較早的聚落有松柏坑、大車路（西北半部）、過坑仔、埔中央等，在日治期初期的官方地圖上已有記載。

## 交通
縣道139乙線（名松路二段）是橫山至名間的道路，大致以西北—東南走向由松柏坑地區北部邊界中央偏西入境後，轉南南東進入松柏坑聚落，於聚落內轉東南再轉南再轉東北東再轉東南東出聚落，轉東北東再繞彎道轉東南於本地區東部邊界中央偏北處出境。由該道路向西北轉北可前往弓鞋、赤水、皮子寮、廍下、許厝寮東端、許厝寮與西施厝坪交界地帶、西施厝坪地區南部橫山聚落北郊並止於縣道139號轉角路口；向東南轉東北微東再轉東北東可前往頂新厝、名間市區並止於省道台3線路口。
鄉道投31線（新厝路）是客莊至松柏嶺的道路，其西南側端點位於松柏坑聚落東南側的縣道139乙線路口。由此向東北東蜿蜒而行，其後轉東北再轉北於本地區東部邊界北側出境後，轉東北東可前往頂新厝、下新厝、田子東南端、新街並止於省道台3線路口；向西南可前往頂新厝、松柏坑並止於縣道139乙線路口。
鄉道投35線（松山街、豐柏路）是松柏嶺至松柏坑的道路，其東北側端點位於松柏坑聚落中央地帶的縣道139乙線路口。由此向西南轉北北西再轉西南西再轉西並止南投縣、彰化縣邊界。續行可接彰化縣鄉道彰190線，轉南再轉西南可前往過圳並止於縣道137號路口。
鄉道投40線（埔中巷）是湳子埔至埔中的道路，其西南側端點位於本地區南部埔中聚落的鄉道投42線路口。由此向東北東行，經過坑聚落後至本地區東部凹入部分的最南端，其後沿本地區東部凸出部分的北側邊界而行，其後順邊界線轉南南東再轉東出境後，轉北北西再轉東北可前往炭寮西北部、名間西部並止於縣道139乙線路口。
鄉道投42線（埔中巷、無名道路）是松柏坑至名間的道路，其西側端點位於松柏坑聚落東南側的縣道139乙線路口。由此向東南轉南，至埔中聚落轉東微南，經鄉道投40線終點路口後轉南再出聚落，再轉東再轉南南東再轉東南蜿蜒而行，其後轉東再轉東北東於本地區東部邊界南側出境，可前往炭寮、名間市區並止於省道台3線路口。